# Senita Huskić
Senita Huskić (* 1994 in Hamburg) ist eine deutsch-bosnische Schauspielerin.

## Leben
Senita Huskić ist gebürtige Hamburgerin mit bosnischen Wurzeln. Ihre Eltern waren 1992 aufgrund des Bosnienkriegs nach Deutschland gekommen.
Im Jahr 2012 stand sie das erste Mal auf der Bühne im Rahmen des „Theater macht Schule“-Festivals und war am Ernst-Deutsch-Theater und an der Opera Stabile zu sehen.
Nach ihrem Abitur am Matthias-Claudius-Gymnasium (Hamburg) begann sie 2013 ihre Schauspielausbildung an der Schauspielschule Charlottenburg in Berlin, die sie 2016 abschloss. Noch während der Schauspielschule wurde sie Teil des Ensembles des Monbijou Theaters. Dort spielte sie in diversen Stücken und Märchen mit, wie Die Mitschuldigen und Rotkäppchen. Seit 2016 spielt sie an der Vaganten-Bühne u. a. in den Produktionen Der Untertan, Hiob (Joseph Roth), Michael Kohlhaas und Kassandra (Christa Wolf).
Im Jahr 2021 gab sie ihr Debüt als Autorin mit dem teils autobiografischen Stück Fliegende Eier von Sarajevo, das sie zusammen mit Fabienne Dür entwickelte. Senita Huskić übernahm die Rolle der Protagonistin Senna. Das Stück wurde im selben Jahr an der Vaganten-Bühne uraufgeführt. Für Fliegende Eier von Sarajevo wurde sie in der Kritikerumfrage von Theater heute Jahrbuch 2022 als beste Nachwuchsautorin nominiert. Des Weiteren erhielt sie 2021 den Nachwuchs-Schauspielpreis vom Förderverein der Vaganten-Bühne für ihr Darstellung in Fliegende Eier von Sarajevo und Kassandra (Christa Wolf).
Senita Huskić spielte außerdem in einigen Kurzfilmen mit. Seit 2022 stand sie für verschiedene TV-Produktionen vor der Kamera, u. a. Der Pass, Polizeiruf 110 (Rostock) und SOKO Potsdam. Dort arbeitete sie mit verschiedenen Regisseuren wie Andreas Herzog und Thomas Kiennast. In der von Warner Bros und RTL Plus produzierten sechsteiligen Thriller-Serie Zwei Seiten des Abgrunds (Two Sides of the Abyss) spielt sie die Rolle der Nadisa an der Seite von Anne Ratte-Polle und Lea van Acken unter der Regie von Anno Saul.
Senita Huskić lebt in Berlin.

## Filmografie
- 2020: Oddballs (Kurzfilm, Regie: Sagir Aliyu)
- 2021: Mlečni zub (Kurzfilm, Regie: Boris Gavrilović)
- 2021: Der Zürich-Krimi (Regie: Roland Suso Richter)
- 2022: There is no End to the Story (Kurzfilm, Regie: Cosima Frei)
- 2022: Wolfsjagd (Regie: Jakob Ziemnicki)
- 2022: Zwei Seiten des Abgrunds (Regie: Anno Saul)
- 2022: Kafana na Balkanu (Kurzfilm, Regie: Boris Gavrilović)
- 2022: Der Pass (Regie: Thomas Kiennast)
- 2023: SOKO Potsdam (Regie: Ann-Christin Wegner)
- 2023: Polizeiruf 110: Nur Gespenster (Regie: Andreas Herzog)
- 2024: Trapps Sommer (Spielfilm, Regie: Rainer Kaufmann)
- 2024: Praxis mit Meerblick – Kleine Wunder (Regie: Jan Ruzicka)
- 2024: Where’s Wanda? (Fernsehserie)
- 2024: Tatort: Siebte Etage (Fernsehreihe, Regie: Hüseyin Tabak)
- 2024: WaPo Elbe (Fernsehserie, Folge Was du nicht siehst) (Regie: Edzard Onneken)
- 2025: Morden im Norden (Fernsehserie, Folge Raues Klima) (Regie: Michi Riebl)

## Theater
- 2012 Liebes Leben; (im Rahmen von Theater macht Schule); Ernst-Deutsch-Theater, Opera Stabile
- 2015 Der Träume Stoff, Regie: Renato Rocha, Brasilianische Botschaft
- 2015 Rotkäppchen; Regie: Darijan Mihajlović; Monbijou Theater
- 2015 Der Tannenbaum; Regie: Maurici Farré; Monbijou Theater
- 2015 Hänsel und Gretel; Regie: Darijan Mihajlović; Monbijou Theater
- 2016 Die Mitschuldigen; Regie: Maurici Farré; Monbijou Theater
- 2016 Schneewittchen; Regie: Maurici Farré; Monbijou Theater
- 2016 Gevatter Tod; Regie: Hermann Anthamatten; Monbijou Theater
- 2017 Zeit der Kannibalen; Regie: Bettina Rehm; Vaganten-Bühne
- 2017 Der Untertan; Regie: Lars Georg Vogel; Vaganten-Bühne
- 2018 Michael Kohlhaas; Regie: Lars Georg Vogel; Vaganten-Bühne
- 2019 Indien; Regie: Lars Georg Vogel; Vaganten-Bühne
- 2020 Lamarr; Regie: Bettina Rehm; Vaganten-Bühne
- 2021 Kassandra (Christa Wolf); Regie: Laura Wimmer; Vaganten-Bühne
- 2021 Fliegende Eier von Sarajevo; Regie Fabienne Dür; Vaganten-Bühne

## Werke
- 2021 Fliegende Eier von Sarajevo (Theaterstück)

## Auszeichnungen
- 2021 Nachwuchsschauspielpreis vom Förderverein der Vaganten Bühne
- 2022 Nominierung als beste Nachwuchsautorin in Theater heute